# Paul Messier
Pour les articles homonymes, voir Messier.
Paul Messier est un homme politique français né le 24 août 1878 à Valence (Drôme) et mort le 4 septembre 1922 à Royan (Charente-Maritime).
Ingénieur agricole, il signe de nombreux articles dans la revue Fermes et châteaux créée par Pierre Lafitte en 1905. Il est député de Seine-et-Oise de 1919 à 1922, inscrit au groupe de la Gauche démocratique républicaine.
Il est secrétaire général de la Société nationale d'encouragement à l'agriculture.
Ses obsèques sont célébrées dans l'église Sainte-Élisabeth-de-Hongrie de Versailles et il est inhumé au cimetière des Gonards.

## Sources
- « Paul Messier », dans le Dictionnaire des parlementaires français (1889-1940), sous la direction de Jean Jolly, PUF, 1960 [détail de l’édition]